# 1932 في النرويج
فيما يلي قوائم الأحداث التي وقعت خلال عام 1932 في النرويج.

## رياضة
- 1 يناير – كأس النرويج 1932 الفائز نادي فريدريكستاد.

## مواليد

### يناير
- 1 يناير – إيدار كريستيانسن كاتب نرويجي.

### فبراير
- 12 فبراير – أكسل جنسن مؤلف نرويجي.

### مارس
- 11 مارس – آتلي همر موسيقي نرويجي.
- 22 مارس – ألف إغيلاند فيزيائي نرويجي.

### يونيو
- 13 يونيو – بير اولسن متزحلق نرويجي.

### يوليو
- 6 يوليو – إرلينغ دايسن مهندس نرويجي.
- 13 يوليو – كارستن سميث قاضي نرويجي.
- 26 يوليو – كنوت بيورنسن
- 28 يوليو – أرفيد هانسن كاتب نرويجي.

### أغسطس
- 4 أغسطس – أولاف أنغيل

### أكتوبر
- 8 أكتوبر – بير ثيودور هاوغن ممثل نرويجي.

## وفيات

### يناير
- 3 يناير – جون هيرمان لاي فوجت (مواليد 1858)

### مارس
- 17 مارس – جورج بروستاد (مواليد 1892)
- 25 مارس – هارييت باكر (مواليد 1845) رسامة نرويجية.

### مايو
- 21 مايو – هيرمان باكر (مواليد 1856) مهندس معماري نرويجي.

### ديسمبر
- 9 ديسمبر – إدوين رود (مواليد 1854) مهندس نرويجي.
- 16 ديسمبر – ألبرت غران (مواليد 1862) ممثل أمريكي.